# 南圣克拉拉
南圣克拉拉是巴西南大河州的一个市镇。总面积86平方公里，总人口5327人，人口密度61.9人/平方公里。